# 加斯东·奥穆瓦特
加斯东·奥穆瓦特（法語：Gaston Aumoitte，1884年12月19日—1957年12月30日），法国男子槌球运动员。他曾代表法国参加1900年夏季奥林匹克运动会槌球比赛，获得二枚金牌。